# 喬治·布萊頓
喬治·布萊頓（George Paul Blagden，1989年12月28日—）是英國的一位演員。他最著名的作品是在電視劇維京傳奇中飾演Athelstan角色。

## 外部連結
- 喬治·布萊頓在互联网电影资料库（IMDb）上的資料（英文）
- 喬治·布萊頓的X（前Twitter）
- 喬治·布萊頓的Instagram帳戶
- Spotlight